# Anicla incivis
Anicla incivis là một loài bướm đêm trong họ Noctuidae.